# Fronde de David

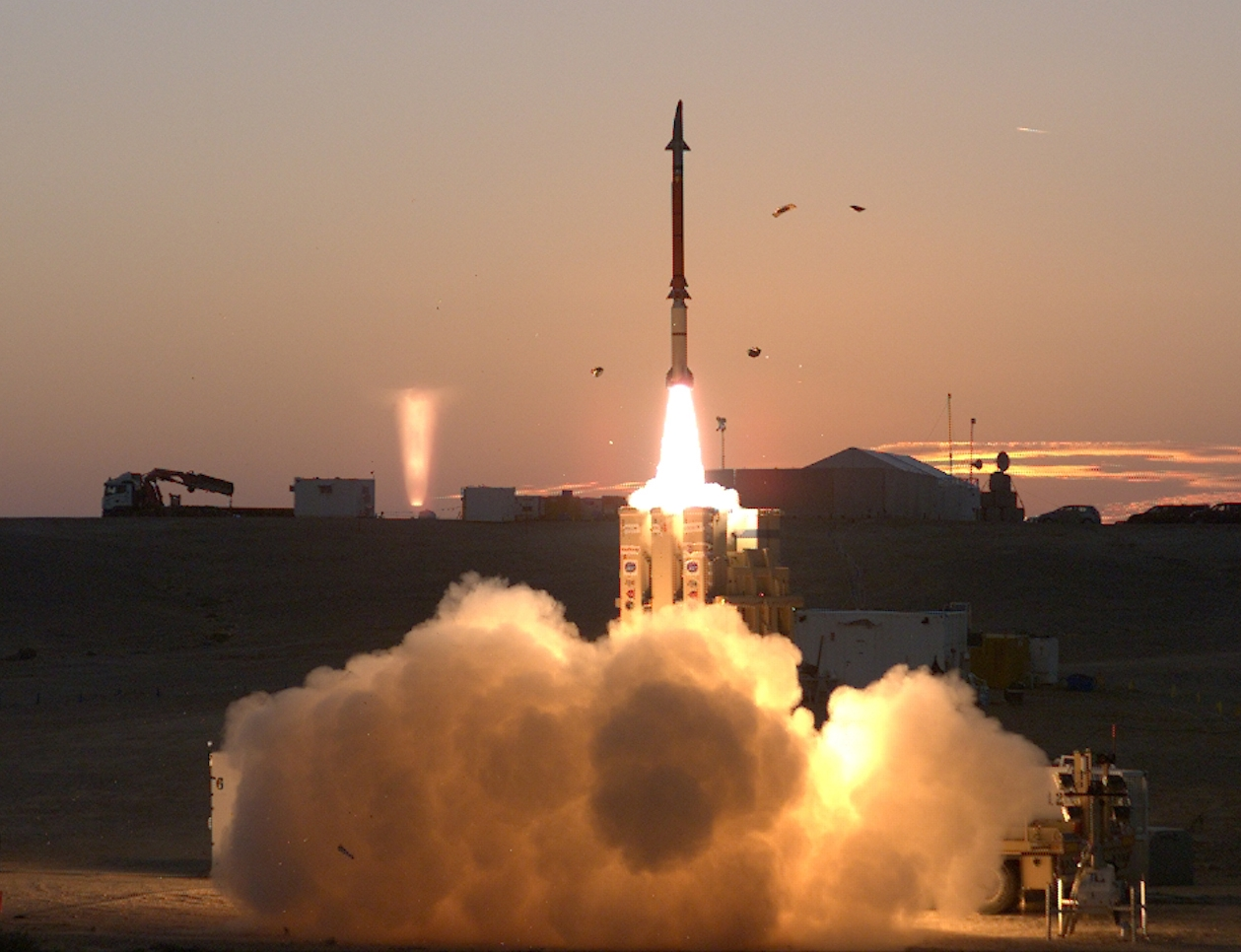
Tir d'un missile intercepteur du système « fronde de David » en décembre 2015.

La fronde de David (en anglais : David's Sling ou en hébreu : קֶלַע דָּוִד, Kéla David), parfois appelé Magic Wand (baguette magique) (hébreu : שרביט קסמים), est un système militaire de l'armée de défense d'Israël développé conjointement par Rafael Advanced Defense Systems et l'entreprise américaine Raytheon. Ce système est conçu pour intercepter des roquettes de courte à longue portées ainsi que des missiles de croisière à vitesse peu élevée. Son missile intercepteur est un missile à deux étages, le système de guidage et le système de ciblage sont placés dans le nez du missile (un radar et un capteur Opto-électronique).

## Origine
C'est en 2006 que Rafael Advance Defense Systems décroche un contrat pour développer un système de défense afin de contrer la menace de roquettes de portée de 70 à 250 km. C'est dans le cadre de l'aide proposée par les États-Unis qu'un partenariat se fait avec l’entreprise de défense américaine Raytheon qui développe la partie de mise à feu ainsi que la partie logistique du système. Dans bon nombre de publications de l'entreprise américaine, le missile intercepteur est appelé Stunner.

## Évolution
L'augmentation du nombre de tirs de roquettes tiré sur Israël (roquettes Qassam) tirées depuis Gaza, roquettes Katioucha tirées depuis le Liban du Sud), ainsi que la menace d'armes de destruction massive en Iran, a poussé au développement de systèmes différents. La menace est actuelle et vient aussi du côté de la Syrie. C'est pourquoi Israël inclut le système « Fronde de David » dans une réflexion à grande échelle de sa défense sol-air.

### Défense sol-air
L'armée israélienne (Tsahal), avec la Division antiaérienne, a mis en place un système complexe et multicouche de protection contre tous les types de missiles ou engins volants. En classant ces différents systèmes par portée de tir, on peut citer :

#### Missile Stinger
D'une portée de 5 km, ce missile vole à Mach 2 et peut être mis en œuvre par un opérateur (masse du missile : 15,2 kg) afin de détruire un aéronef.

#### SystèmeDôme de fer
Il s'agit d'un système multicible installé en batteries afin de lutter contre les obus, roquettes de courte portée et les drones,.

#### SystèmeHawk
La portée du missile est de 40 km et sa masse de plus de 600 kg (transporté par un véhicule). Il est conçu contre les missiles et les aéronefs

#### SystèmePatriot
La portée du missile est de 140 km environ, sa masse de 900 kg (transport par véhicule). Les lanceurs font partie d'un système complexe de stations de lanceurs, de commande de tirs et de radars afin de détruire des missiles ou des aéronefs.

#### Système «Arrow»
Ce système de détection et d'interception de missiles longue portée utilise des missiles Arrow.
Tous ces systèmes viennent en complément de la Défense aérienne réalisée par les différents moyens mis en œuvre par la Force aérienne et spatiale israélienne.

### Développements
Le 17 novembre 2010, le vice-président de Rafael Lova Drori confirme que le système Fronde de David a été vendu aux Forces armées indiennes.
Le 20 novembre 2012, Israël procède avec succès à un test sur une roquette d'essai peu avant l’arrêt des tirs de roquettes de Gaza durant l’opération Pilier de défense. Elle devrait être mise en service vers 2014 et sera affectée à la protection de la population israélienne contre les tirs du Hezbollah sur le nord d’Israël. Deux batteries seront suffisantes selon des sources israéliennes.
En juillet 2019, Israël et les États-Unis testent avec succès le système anti-missiles balistiques Arrow 3.
En septembre 2020 ont eu lieu des essais et des améliorations pour les systèmes « Dôme de fer » et « Arrow ». Certains types de missiles sont vendus aux États-Unis et à l'Australie.
En août 2023, les États-Unis autorisent la vente du système de défense antimissile « Fronde de David » à la Finlande.